# 歐鉦
歐鉦（1454年—？年），字時振，四川眉州人，民籍，治《詩經》，明朝政治人物。

## 生平
順天府鄉試第四十三名舉人。成化二十三年（1487年）中式丁未科二甲第十七名進士。

## 家族
曾祖歐均祥；祖父歐斌；父歐廉，監察御史。嫡母楊氏（贈安人）；生母黃氏（贈安人）。